# Trevor Immelman
Trevor John Immelman (Città del Capo, 16 dicembre 1979) è un golfista sudafricano.
La sua vittoria più importante è stata finora il Masters 2008, che aggiunge alla World Cup conquistata nel 2003 in coppia con Rory Sabbatini.

## Vittorie da professionista (10)

### PGA Tour (2)
- 2006 Cialis Western Open
- 2008 Masters

### European Tour (4)
- 2003 South African Open
- 2004 South African Open, Deutsche Bank - SAP Open TPC of Europe
- 2008 The Masters

### Challenge Tour (1)
- 2000 Tusker Kenya Open

### Sunshine Tour (3)
- 2000 Vodacom Players Championship
- 2003 Dimension Data Pro-Am
- 2007 Nedbank Golf Challenge

### Altre vittorie (1)
- 2003 WGC-World Cup (in coppia con Rory Sabbatini)